# Stradivari Kiesewetter
Lo Stradivari Kiesewetter  è un antico violino costruito nel 1723 circa dal famoso liutaio italiano Antonio Stradivari (1644–1737) di Cremona.

## Storia
Lo strumento prende il nome dal suo precedente proprietario, il compositore e violinista tedesco Christophe Gottfried Kiesewetter (1777–1827).
Nel 2006 la Società Stradivari negoziò un accordo tra Clement e Karen Arrison, attuali proprietari dello Kiesewetter e un violinista russo nominato ai Grammy, Philippe Quint. Come stipulato nel contratto, Quint doveva mantenere il possesso del violino per un anno in cambio del premio assicurativo di 6.000 dollari, dell'esecuzione di tre concerti privati per gli Arrison e delle ispezioni periodiche da parte dei curatori della Società. La sua ultima valutazione è stata di 4 milioni di dollari. Il contratto è stato rinnovato per un secondo anno a maggio 2007.
Il 20 aprile 2008 Quint lasciò accidentalmente il Kiesewetter nel retro di un taxi a New York. Dopo numerose telefonate il violino fu trovato e restituito a Quint il giorno successivo. Il tassista, Mohamed Khalil, è stato premiato con un medaglione della città di Newark, il più alto riconoscimento assegnato dalla città.
Dall'agosto 2010 Augustin Hadelich suona il Kiesewetter, concesso in prestito dagli Arrison tramite la Società Stradivari.

## Provenienza
- Christoph G. Kiesewetter
- Francis Goldschmidt
- Charles Fletcher of Bournemouth (ca. 1800)
- Gary Hart (ca. 1902)
- Henry Osborne Havemeyer (1905)
- Horace Havemeyer (1907)
- Rembert Wurtlitzer Inc. (1953)
- Dr. Jerome Gross (ca. 1960)
- Howard Gottlieb (1972)
- J. & A. Beare (1986)
- Clement and Karen Arrison (ca. 2000)